# Sphinx marginalis
Sphinx marginalis är en fjärilsart som beskrevs av Clark 1936. Sphinx marginalis ingår i släktet Sphinx och familjen svärmare. Inga underarter finns listade i Catalogue of Life.